# Shahd Mohamed Fouad Mohamed
Shahd Mohamed Fouad Mohamed (* 14. Februar 2004) ist eine ägyptische Leichtathletin, die sich auf den Stabhochsprung spezialisiert hat.

## Sportliche Laufbahn
Erste internationale Erfahrungen sammelte Shahd Mohamed Fouad Mohamed im Jahr 2022, als sie bei den Arabischen-U20-Meisterschaften in Radès mit übersprungenen 3,50 m die Goldmedaille im Stabhochsprung gewann. Im Jahr darauf gewann sie bei den U20-Afrikameisterschaften in Ndola mit 3,25 m die Silbermedaille.
2021 wurde Mohamed Fouad Mohamed ägyptische Meisterin im Stabhochsprung.